# Isnardi
(Giovan Battista di Crollalanza, Dizionario storico-blasonico delle famiglie nobili e notabili italiane, 1888)

## Origini e storia
Gli Isnardi che discendevano quasi certamente dalla famiglia des Isnards del Contado Venassino svilupparono prestigio e potere politico grazie all'arricchimento dovuto alla loro attività commerciale e feneratizia (bancaria). Nel 1215 Bertrand Isnard fu testimone con Raimond d'Agoult e Giraud de Monteil-Adhémar (Adhémar de Monteil) a un atto siglato a Orange fra Guillaume de Baux e i Cavalieri Templari.
Gli Isnardi ebbero banchi a Besançon ed in Borgogna dove nel 1266 ebbero il monopolio del prestito per 7 anni.
Il primo Isnardi a ricoprire una carica di rilievo in Asti fu Giacomo, rettore delle Quattro Società di Asti nel 1271.
Giovanni, il titolare del banco in Borgogna divenne credendario della città di Asti nel 1273. La forza economica della famiglia era tale che fu in grado di prestare all'arcivescovado di Lione  16.000 lire astesi nel 1285 e 3.000 nel 1290 con la fideussione di Amedeo V di Savoia. La famiglia prestò anche 700 lire ad Ugo di Vienne nel 1288.
Oltre a Giacomo signore del castello di Sommariva Perno e Cossano Belbo, nello stesso periodo era presente Astegiano Isnardi proprietario di alcuni beni a Quarto d'Asti e protagonista nel 1272 della loro cessione al canonico Enrico di Murisengo.
Per lo sposalizio della figlia Margherita di Amedeo di Savoia con il Marchese del Monferrato Giovanni I nel 1296, la maggior parte delle 20.000 lire astesi pattuite per la dote furono anticipati da Martino Guttuari.
Sulla fine del Duecento la famiglia si legò politicamente e socialmente a quella dei Guttuari creando il consorzio ghibellino dei De Castello. Un documento del 1298 stabilì che i membri delle due famiglie e i loro discendenti portassero tutti la comune denominazione di De Castello. In seguito al consorzio si unì anche la famiglia Turco. Il nome derivava dalla conquista del Castelvecchio, antica sede episcopale, durante le lotte civili nel 1297.
Nel castello di Montà d'Alba, feudo degli Isnardi,  esiste un'iscrizione trascritta dal Boatteri nel II volume della sua "Raccolta" che narra delle leggendarie origini delle tre famiglie e della loro comune discendenza:
TRINARIA DOMUS DE CASTELLO

EX ISNARDO GUTTUARIO TURCHO

FRATTRIBUS

TER GEMINA BELLI FULMINA

REIPUBLICAE DATURA

ASTENSI IN SOLO FELICITER AD LAUREAS

## Le lotte civili e l'esilio
Nel 1300 le tensioni cittadine tra le due fazioni degenerarono in scontri aperti e dopo una prima vittoria dei ghibellini nel 1303, la fazione guelfa dei Solaro sconfisse i De Castello nel 1304 con l'aiuto delle truppe di Filippo di Acaia
Cominciò un periodo di esilio della famiglia che fu costretta a lasciare la città e si diramò in Piemonte.
Alcuni membri acquistarono beni feudali a Valfenera (Asti), nel Saluzzese e Cuneese. Solamente nel 1339, i De Castello con l'aiuto di Giovanni II Paleologo Marchese del Monferrato, fecero ritorno in città e cacciarono i Solaro (la cui dominazione era durata 35 anni).

## Linea di Saluzzo e Sanfrè
Manfredo, figlio di Giacomo, espulso da Asti emigrò a Saluzzo.
Guglielmo nel 1308 acquistò Sanfrè, Vicetto Isnardi fu consigliere del Marchese Tommaso II di Saluzzo, Andrea Matteo fu podestà della città nel 1360 e Luchino nel 1365.
Giacomo Filippo Isnardi, cavaliere di Rodi, fu capitano del marchese Federico II di Saluzzo contro il Principe di Acaja.

## Linea di Caraglio
Alcuni Isnardi si trasferirono a Caraglio (Cuneo), dove nel 1558 Tommaso Isnardi, comandante delle guardie a piedi savoiarde ne fu investito del titolo marchionale da Carlo Emanuele I di Savoia.
Angelo Carlo Maurizio nel XVII secolo in seguito al matrimonio con Cristina Carlotta Havart di Senantes, ingrandì i propri possedimenti acquisendo i feudi di Strevi in Italia e Ligneville, Wittel e Maimason in Francia.
Nel 1697 divenne comandante della città di Nizza e nel 1707 di quella di Torino.
Il figlio Ignazio Giovanni Battista, combatté nel conflitto austro-francese del 1733 come comandante del reggimento di fanteria "La Trinità". Con esso si estinse la famiglia. Alla sua morte, il feudo di Caraglio fu concesso da Carlo Emanuele III di Savoia al ramo di San Marzano della famiglia Asinari.

## Le abitazioni degli Isnardi
Le molte linee famigliari degli Isnardi erano in Asti ubicate probabilmente nell'area compresa tra via Hope, De Amicis, Orfanotrofio, Morelli e Testa nel Rione San Silvestro.
Ancora nel XVI secolo la casa in via Morelli detta "dei Visconti" accanto alla chiesa di San Silvestro risultava di proprietà del conte Isnardi di Sanfré.

## Genealogia
Albero genealogico degli Isnardi nei tratti principali
|  |  |  |  |                                  |                                  |                                  |                                  |                                  |                                  | Giacomo Signore di Sommariva Perno e Cossano Belbo 1271 | Giacomo Signore di Sommariva Perno e Cossano Belbo 1271 | Giacomo Signore di Sommariva Perno e Cossano Belbo 1271 | Giacomo Signore di Sommariva Perno e Cossano Belbo 1271 | Giacomo Signore di Sommariva Perno e Cossano Belbo 1271 | Giacomo Signore di Sommariva Perno e Cossano Belbo 1271 |          |          |          |          |  |  |  |  |  |  |  |  | Giovanni 1273 | Giovanni 1273 | Giovanni 1273 | Giovanni 1273 | Giovanni 1273                     | Giovanni 1273 |  |  |  |  |  |  |  |  |  |  |  |  | Astegiano 1272 | Astegiano 1272 | Astegiano 1272 | Astegiano 1272 | Astegiano 1272 | Astegiano 1272 |  |  |  |  |  |  |  |  |  |  |  |  |  |  |  |  |  |  |  |  |  |  |  |  |
|  |  |  |  |                                  |                                  |                                  |                                  |                                  |                                  | Giacomo Signore di Sommariva Perno e Cossano Belbo 1271 | Giacomo Signore di Sommariva Perno e Cossano Belbo 1271 | Giacomo Signore di Sommariva Perno e Cossano Belbo 1271 | Giacomo Signore di Sommariva Perno e Cossano Belbo 1271 | Giacomo Signore di Sommariva Perno e Cossano Belbo 1271 | Giacomo Signore di Sommariva Perno e Cossano Belbo 1271 |          |          |          |          |  |  |  |  |  |  |  |  | Giovanni 1273 | Giovanni 1273 | Giovanni 1273 | Giovanni 1273 | Giovanni 1273                     | Giovanni 1273 |  |  |  |  |  |  |  |  |  |  |  |  | Astegiano 1272 | Astegiano 1272 | Astegiano 1272 | Astegiano 1272 | Astegiano 1272 | Astegiano 1272 |  |  |  |  |  |  |  |  |  |  |  |  |  |  |  |  |  |  |  |  |  |  |  |  |
|  |  |  |  |                                  |                                  |                                  |                                  |                                  |                                  |                                                         |                                                         |                                                         |                                                         |                                                         |                                                         |          |          |          |          |  |  |  |  |  |  |  |  |               |               |               |               |                                   |               |  |  |  |  |  |  |  |  |  |  |  |  |                |                |                |                |                |                |  |  |  |  |  |  |  |  |  |  |  |  |  |  |  |  |  |  |  |  |  |  |  |  |
|  |  |  |  | Enrico Signore di Sommariva 1336 | Enrico Signore di Sommariva 1336 | Enrico Signore di Sommariva 1336 | Enrico Signore di Sommariva 1336 | Enrico Signore di Sommariva 1336 | Enrico Signore di Sommariva 1336 |                                                         |                                                         |                                                         |                                                         | Manfredo                                                | Manfredo                                                | Manfredo | Manfredo | Manfredo | Manfredo |  |  |  |  |  |  |  |  |               |               |               |               |                                   |               |  |  |  |  |  |  |  |  |  |  |  |  |                |                |                |                |                |                |  |  |  |  |  |  |  |  |  |  |  |  |  |  |  |  |  |  |  |  |  |  |  |  |
|  |  |  |  | Enrico Signore di Sommariva 1336 | Enrico Signore di Sommariva 1336 | Enrico Signore di Sommariva 1336 | Enrico Signore di Sommariva 1336 | Enrico Signore di Sommariva 1336 | Enrico Signore di Sommariva 1336 |                                                         |                                                         |                                                         |                                                         | Manfredo                                                | Manfredo                                                | Manfredo | Manfredo | Manfredo | Manfredo |  |  |  |  |  |  |  |  |               |               |               |               |                                   |               |  |  |  |  |  |  |  |  |  |  |  |  |                |                |                |                |                |                |  |  |  |  |  |  |  |  |  |  |  |  |  |  |  |  |  |  |  |  |  |  |  |  |
|  |  |  |  |                                  |                                  |                                  |                                  |                                  |                                  |                                                         |                                                         |                                                         |                                                         | Guglielmo Signore di Sanfrè 1308                        |                                                         |          |          |          |          |  |  |  |  |  |  |  |  |               |               |               |               |                                   |               |  |  |  |  |  |  |  |  |  |  |  |  |                |                |                |                |                |                |  |  |  |  |  |  |  |  |  |  |  |  |  |  |  |  |  |  |  |  |  |  |  |  |
|  |  |  |  |                                  |                                  |                                  |                                  |                                  |                                  |                                                         |                                                         |                                                         |                                                         |                                                         |                                                         |          |          |          |          |  |  |  |  |  |  |  |  |               |               |               |               |                                   |               |  |  |  |  |  |  |  |  |  |  |  |  |                |                |                |                |                |                |  |  |  |  |  |  |  |  |  |  |  |  |  |  |  |  |  |  |  |  |  |  |  |  |
|  |  |  |  |                                  |                                  |                                  |                                  |                                  |                                  |                                                         |                                                         |                                                         |                                                         | GiovanGiorgio Signore di Sanfrè e Cavallerleone 1441    |                                                         |          |          |          |          |  |  |  |  |  |  |  |  |               |               |               |               |                                   |               |  |  |  |  |  |  |  |  |  |  |  |  |                |                |                |                |                |                |  |  |  |  |  |  |  |  |  |  |  |  |  |  |  |  |  |  |  |  |  |  |  |  |
|  |  |  |  |                                  |                                  |                                  |                                  |                                  |                                  |                                                         |                                                         |                                                         |                                                         |                                                         |                                                         |          |          |          |          |  |  |  |  |  |  |  |  |               |               |               |               | Tommaso Marchese di Caraglio 1585 |               |  |  |  |  |  |  |  |  |  |  |  |  |                |                |                |                |                |                |  |  |  |  |  |  |  |  |  |  |  |  |  |  |  |  |  |  |  |  |  |  |  |  |
|  |  |  |  |                                  |                                  |                                  |                                  |                                  |                                  |                                                         |                                                         |                                                         |                                                         |                                                         |                                                         |          |          |          |          |  |  |  |  |  |  |  |  |               |               |               |               |                                   |               |  |  |  |  |  |  |  |  |  |  |  |  |                |                |                |                |                |                |  |  |  |  |  |  |  |  |  |  |  |  |  |  |  |  |  |  |  |  |  |  |  |  |
|  |  |  |  |                                  |                                  |                                  |                                  |                                  |                                  |                                                         |                                                         |                                                         |                                                         |                                                         |                                                         |          |          |          |          |  |  |  |  |  |  |  |  |               |               |               |               |                                   |               |  |  |  |  |  |  |  |  |  |  |  |  |                |                |                |                |                |                |  |  |  |  |  |  |  |  |  |  |  |  |  |  |  |  |  |  |  |  |  |  |  |  |

## Stemma
L'aquila in araldica  è una figura naturale femminile.
Ispirata dall'aquila dell'impero romano,  venne ripristinata da Carlo Magno e divenne il simbolo dell'impero.
Venne adottata come simbolo da molti nobili che parteggiarono per l'imperatore; non a caso gli Isnardi, gli Alfieri, i Turco, i Guttuari, partigiani dell'imperatore l'adottarono come simbolo distintivo.
Scudo:D'argento all'aquila di nero, membrata e rostrata e coronata d'oro, col volo abbassato
Cimiero:  L'aquila del campo
Motto:  BIEN. CONNOITRE. AVANT. QU'AIMER.